# Арнольд, Ремо
Ремо Арнольд (нем. Remo Arnold; 17 января 1997 года, Шлирбах, Люцерн) — швейцарский футболист, полузащитник клуба «Винтертур».

## Клубная карьера
Арнольд перешёл в академию «Люцерна» в 12 лет. С 2014 года выступал за вторую команду, где провёл пятнадцать встреч. С сезона 2015/16 находится в составе основной команды. 27 сентября 2015 года дебютировал в чемпионате Швейцарии, в поединке против «Цюриха», выйдя в основном составе и проведя на поле весь матч. Всего в своём первом сезоне провёл семь поединков, ни разу не отличившись.

## Карьера в сборной
Арнольд был постоянным игроком всех юношеских сборных Швейцарии. Принимал участие в отборочных частях к юношеским чемпионатам Европы, однако в финальную стадию не выходил и участия не принимал.